# Google Authenticator
Google Authenticator (укр. Ґуґл-автентифікатор) — додаток для двохетапної аутентифікації за допомогою Time-based One-time Password Algorithm (TOTP) і HMAC-based One-time Password Algorithm (HOTP) від Google. Сервіс реалізує алгоритми зазначені в RFC 6238 і RFC 4226.
Автентифікатор представляє 6-ти або 8-мизначний одноразовий цифровий пароль, який користувач повинен надати в додаток до імені користувача і пароля, щоб увійти в Google або інших сервісів. Автентифікатор також може генерувати коди для сторонніх додатків, такі як менеджери паролів або послуг хостингу файлів. Попередні версії програми були доступні з відкритим вихідним кодом на GitHub, але останні випуски є приватною власністю Google.

## Приклад використання
Як правило, користувачі повинні спочатку встановити програму на свій мобільний пристрій. Для того, щоб увійти на сайт або скористатися послугами сервісу, потрібно ввести ім'я користувача та пароль, запустити додаток Authenticator і ввести в спеціальне поле згенерований одноразовий пароль. 
Для цього, сайт надає загальний секретний ключ користувачеві, який повинен бути збережений у додаток Google Authenticator. Цей таємний ключ буде використовуватися для всіх майбутніх входів на сайт. 
З двох етапною аутентифікацією, просте знання логіна/пароля не є достатнім для злому облікового запису. Зловмисник також повинен знати секретний ключ або мати фізичний доступ до вашого пристрою з Google Authenticator. Альтернативним шляхом є MITM-атака: якщо комп'ютер заражений трояном, ім'я користувача, пароль і одноразовий код можуть бути перехоплені, щоб потім ініціювати свій власний сеанс входу на сайті або відслідковувати та змінювати інформацію між вами та сайтом.

## Реалізації
Google Authenticator реалізований для наступних операційних систем: Android, BlackBerry, iOS, J2ME.

## Технічний опис
Постачальник послуг генерує 80-бітний секретний ключ для кожного користувача (хоча RFC 4226 §4 вимагає мінімум 128 біт і рекомендує 160 біт). Це забезпечується як 16, 26, 32 значний код в кодуванні Base32 або за допомогою QR-коду. Клієнт створює HMAC-SHA1 використовуючи цей секретний ключ. Повідомлення HMAC може бути:
- числовим з 30 секундним періодом (TOTP)
- лічильником, який збільшується з кожним новим кодом (HOTP).

Потім частина HMAC витягується і перетворюється в 6-значний код.

### Псевдокод для One Time Password OTP
```
  
function
 
GoogleAuthenticatorCode
(
string
 
secret
)

      
key
 
:=
 
base32decode
(
secret
)

      
message
 
:=
 
floor
(
current
 
Unix
 
time
 
/
 
30
)

      
hash
 
:=
 
HMAC
-
SHA1
(
key
,
 
message
)

      
offset
 
:=
 
last
 
nibble
 
of
 
hash

      
truncatedHash
 
:=
 
hash
[
offset
..
offset
+
3
]
  
//4 bytes starting at the offset

      
Set
 
the
 
first
 
bit
 
of
 
truncatedHash
 
to
 
zero
  
//remove the most significant bit

      
code
 
:=
 
truncatedHash
 
mod
 
1000000

      
pad
 
code
 
with
 
0
 
until
 
length
 
of
 
code
 
is
 
6

      
return
 
code

```

### Псевдокод для Event/Counter OTP
```
  
function
 
GoogleAuthenticatorCode
(
string
 
secret
)

      
key
 
:=
 
base32decode
(
secret
)

      
message
 
:=
 
counter
 
encoded
 
on
 
8
 
bytes

      
hash
 
:=
 
HMAC
-
SHA1
(
key
,
 
message
)

      
offset
 
:=
 
last
 
nibble
 
of
 
hash

      
truncatedHash
 
:=
 
hash
[
offset
..
offset
+
3
]
  
//4 bytes starting at the offset

      
Set
 
the
 
first
 
bit
 
of
 
truncatedHash
 
to
 
zero
  
//remove the most significant bit

      
code
 
:=
 
truncatedHash
 
mod
 
1000000

      
pad
 
code
 
with
 
0
 
until
 
length
 
of
 
code
 
is
 
6

      
return
 
code

```